# مصطفى حاج إسماعيل
مصطفى حاج إسماعيل حاج هارون (بالصومالية: Shiikh Mustafe Xaaji Ismaaciil Xaaji Haaruun) ، (بالإنجليزية: Mustafa Haji Ismail Haji Harun) رجل دين وعالم مسلم صومالي-نرويجي، وفيلسوف إسلامي معترف به على نطاق واسع لإسهاماته في مختلف المجالات، بما في ذلك اللاهوت الإسلامي والفقه الإسلامي. العمل بصفة قيادية لدى المسلمين في النرويج.

## حياته الشخصية
ولد الشيخ مصطفى في الضواحي الريفية لبرعو ، توغدير ، قبل استقلال جمهورية الصومال في الستينيات. كانت عائلته من دعاة الدعوة ، وكان والده الحاجى إسماعيل عالمًا متميزًا. ويشمل نسبه تراثاً من رجال الدين.

## تعليمه ومهنته
تلقى شيخ مصطفى تعليمه المبكر في منطقة توغدير ، حيث أنهى دراسته الابتدائية قبل أن يتخرج من المعهد الألماني في برعو. تخصص في الهندسة الكهربائية ، وواصل رحلته الأكاديمية في الجامعة الوطنية الصومالية ، وحصل على شهادته في عام 1980.
وفي أواخر عام 1974، التقى شيخ مصطفى بالداعية الشهير الشيخ عبد القادر نور فارح خلال موسم الحج. ذكر شيخ مصطفى أنه كان ضمن المجموعة التي كان يدرس لها كتاب أصول الفقه (أصول الفقه) وعلم مصطلح الحديث (علم مصطلح الحديث) على يد الشيخ عبد القادر. وبعد انتقاله إلى برعو في شمال الصومال، حفظ الشيخ مصطفى هذه الكتب 13 مرة. كما أكد أن العلم الأصولي الذي اشتهر به الشيخ عبد الكريم حسن حوش كأحد علماء الأصولية البارزين في برعو ، نشأ من رسالة الأصول التي كانت تدرس لجماعتهم. تلقى تعليمه الديني بتوجيه من علماء الصومال الكرام ، وكان الشيخ عبد القادر نور فارح بمثابة معلمه.
ويحمل الشيخ مصطفى جواز السفر النرويجي ، وهو رجل دين وعالم معروف بتنوع علمه وحكمته.
وهو معروف بمساهماته في مختلف المجالات، بما في ذلك علم الكلام والفقه الإسلامي. بصفته رجل دين، فهو يتولى دورًا قياديًا داخل المجتمع المسلم. تشمل خلفيته التعليمية تخصصات متعددة، مما يعكس فهمًا شاملاً للدراسات الدينية والمجالات الأكاديمية الأخرى المحتملة. شيخ مصطفى معروف بحكمته وبصيرته، مما ساهم في مكانته المحترمة في كل من المجتمعات الإسلامية الصومالية والنرويجية.
غالبًا ما يُنظر إلى شيخ مصطفى حاجى إسماعيل حاجى هارون على أنه نموذج للمعرفة ومثال للحكمة، ويجسد الفهم العميق والتمييز في دوره كرجل دين وعالم مسلم. 

## ديسكوغرافيا
تم توثيق الشيخ مصطفى منذ التسعينيات، مما يشير إلى إنتاج غزير في كل من الخطب المسجلة وغير المسجلة. فيما يلي قائمة محاضرات الشيخ مصطفى الحاج إسماعيل؛
- كيف يقبل الله أعمالكم؟ - 42:05

- دليل على وجود الله تعالى – 55:38

- خلاصة إيجاز أعياد الكفار – 37:52

- الضلال المذكور في القرآن – 42:23

- كيفية حل الخلاف بين المسلمين – 01:05:49

- حضور الدين الإسلامي – 01:09:36

- الصراع بين حق وبديل – 01:08:46

- مسؤوليات الوالدين المسلمين تجاه الأبناء - 01:21:27

- كيف يمكننا إنقاذ أطفالنا في الدول الغربية؟ - 01:09:03

- أسئلة وأجوبة - 48:47

- تاريخ الدعوة – 01:08:46

- التسبيح المذكور في القرآن – 54:51

- الاستعداد للآخرة واختصار أمل الدنيا – 57:21

- مراقبة القرآن – 54:02

- من هو قائد المسلمين؟ – 01:17:27

- الوعظ المذكور في القرآن – 46:42

- تعظيم النبي محمد (صلى الله عليه وسلم) – 01:03:13

- التسامح وحل النزاعات – (الجزء الأول) – 01:16:02

- التسامح وحل النزاعات – (الجزء الثاني) – 01:12:15

- عدالة القضاء وحل النزاعات – (الجزء الثالث) – 01:02:29

- فضل التوحيد وتعظيم الله تعالى – 01:01:12

- بلّغوا عني الرسالة ولو بآية واحدة – 56:21

- التغيرات الكبرى في العالم الإسلامي – 58:13

- ممارسة القرآن الكريم – 01:44:29

- من هم الفائزون في الدنيا – 51:03

- ما هي المعرفة – 53:39

- ما الذي يقبل من العمل الصالح؟ – 46:36

- تاريخ الدعوة – 01:36:40

- السيطرة على الروح الشريرة – 53:32

- قبول الأعمال الصالحة – 47:47

- التطلعات وأهداف الشباب – 42:31

- العفو والاستغفار لله – 54:57

- حاجة النفس إلى النصيحة الطيبة – 33:55

- كيفية تحقيق النجاح الحقيقي في الحياة – 37:29

- نماذج من القصوات التي حاربها النبي محمد (صلى الله عليه وسلم). – 01:02:27

- التذكير الذي ذكر في القرآن – 43:34

- تقديس النبي صلى الله عليه وسلم – 01:03:26

- وفي الإسلام أمراض تصيب القلوب – 56:57

- سياسة محمد (صلى الله عليه وسلم) قاد الأمة – 01:19:00

- مسؤوليتك تجاه الإسلام – 49:56

- من أنا؟ – 55:39

- أحداث العالم الإسلامي اليوم – 01:05:02

- الكلام الصالح بالكلمات اللطيفة واللطيفة – 27:09

- أهمية التوحيد – 01:00:58

- الصراط المستقيم (الاستقامة) – 57:25

- فضل التوحيد – 01:00:55

- التوكل على الله تعالى (التوكل) – 53:29

- الصلح بين المسلمين – 01:17:30

- إقامة العدل مع الله تعالى – 40:45

- الأشياء التي ستساعدك على الحفاظ على العقيدة الإسلامية – 33:18

- المرأة المسلمة وتغير الزمن – 56:00

- - حماية وحدة الأمة الإسلامية – 50:54

- الحماية من الأعمال المحرمة – 53:01

- أهمية الصلاة – 40:08

- المشكلات التي يواجهها الشباب المسلم – 02:00:29

- الإسلام ومستقبل الإنسانية – 01:31:49

- لماذا خلق الإنسان؟ – 01:22:08

- القلب الطاهر المملوء بالإيمان – 53:49

- أسباب التمرد وروحه – 01:28:36

- الصومال بين التحديات والأمل – 51:59

- إثبات نبوة محمد (صلى الله عليه وسلم) الجزء الأول – 52:35

- إثبات نبوة محمد (صلى الله عليه وسلم) الجزء الثاني – 01:00:36

- إثبات نبوة محمد (صلى الله عليه وسلم) الجزء الثالث – 43:57

- الارتباط بالروابط الأسرية والأقارب – 50:05

- النجاح الكبير للحياة – 59:28

- مقارنة الأحداث في العالم الإسلامي – 01:13:23

- النبي محمد (صلى الله عليه وسلم) هو رسول الله – 01:06:43

- سيرة النبي صلى الله عليه وسلم قبل النبوة – 41:25

- الدروس المستفادة من هجرة النبي (صلى الله عليه وسلم) – 01:06:35

- يوم القيامة والشدة العالية – 46:10

- الوعد – 19:36

- مساعدة الناس – 38:26

- أفضل الناس هم الذين يساعدون الآخرين – 42:03

- الشباب المسلم والتحديات التي يواجهونها – 59:11

- الشباب: الأمل والتحديات – 01:13:43

- الشتات الصومالي والمشاكل التي يواجهونها – 01:08:19

- إثبات الإيمان بالله تعالى – 41:39

- أهم التغيرات في العالم – 58:06

- ستبتلون بالحسنات والسيئات، فاذكروا الله كثيرا – 39:07

- بغض الكفار للمسلمين – 36:37

- كن إنسانًا صالحًا ومفيدًا – 39:18

- قصة أهل الخندق – 40:32

- قصة الوعيد [صلح الحديبية] – 14:45

- كيف تبقى في الغرب وتحمي إسلامك – 58:40

- التسبيح (ذكر الله) هو العلاج من كل ضيق – 23:54

- هناك أمراض القلب أسوأ مما يستطيع الأطباء علاجه – 40:06

- حل المشكلة بين المسلمين – 47:23 .[5]